# Charles C. Van Zandt
Charles Collins Van Zandt, född 10 augusti 1830 i Newport, Newport County, Rhode Island, död 4 juni 1894, var en amerikansk politiker och Rhode Islands guvernör från 1877 till 1880.

## Biografi
Van Zandt avlade examen vid Trinity College i Hartford i Connecticut, därefter studerade han juridik och antogs till advokatsamfundet 1853. Han gifte sig 1863 med Arazelia Gray, dotter till domaren och poeten Albert Gorton Greene.

## Politisk karriär
Van Zandt var medlem av Republikanerna. År 1855 valdes han till stadsjurist i Newport och utsågs även till administratör i Rhode Islands representanthus. Han valdes till representanthuset 1857 och blev talman där följande år. Han var delstatssenator från 1869 till 1870. Van Zandt var delegat till Republikanska nationella konventet från Rhode Island 1868. Han var viceguvernör i Rhode Island från 1873 till 1875, när Henry Howard var guvernör. Han efterträdde Howards efterträdare Henry Lippitt som guvernör den 29 maj 1877 och satt kvar till den 25 maj 1880. Han efterträddes sedan av Alfred H. Littlefield. Samtliga guvernörer i Rhode Island vid denna tid var republikaner.
En av hans viktigaste frågor som guvernör var att utvidga delstatens skolväsende, särskilt till förmån för den stora immigrantbefolkningen som bodde i städerna.
Charles C. Van Zandt avled 1894 och begravdes på Island Cemetery i Newport i Rhode Island.